# Opisthotropis
Opisthotropis ist eine Schlangengattung aus der Unterfamilie der Wassernattern (Natricinae) innerhalb der Familie der Nattern (Colubridae).

## Merkmale und Lebensweise
Die Schlangen leben semiaquatisch in Gebirgsbächen. Sie sind nachtaktiv und fressen Fische, Frösche, Kaulquappen und Wirbellose. Die Weibchen legen zwischen 1 und 6 Eiern.

## Verbreitungsgebiet und Gefährdungsstatus
Die Gattung ist in Südostasien verbreitet. Innerhalb der Gattung stuft die IUCN die lediglich auf der japanischen Insel Kume-jima verbreitete Art Opisthotropis kikuzatoi als vom Aussterben bedroht („Critically Endangered“) ein. Die Art Opisthotropis alcalai ist als stark gefährdet („Endangered“) und die Arten Opisthotropis andersonii, Opisthotropis daovantieni und Opisthotropis guangxiensis als potentiell gefährdet („Near Threatened“) eingestuft. Sechs weitere Arten mit ausreichender Datenlage gelten als nicht gefährdet („Least Concern“).

## Systematik
Die Gattung Opisthotropis wurde 1872 von dem deutschen Zoologen Albert Günther erstbeschrieben. Ihr werden 25 Arten zugeordnet, die im Folgenden nach Taxon sortiert gelistet sind (Stand 10. Dezember 2021).
| Taxon                       | Erstbeschreibung                                              | Verbreitungsgebiet                                                                      | IUCN |
| --------------------------- | ------------------------------------------------------------- | --------------------------------------------------------------------------------------- | ---- |
| Opisthotropis alcalai       | Brown & Leviton, 1961                                         | Philippinen (Mindanao)                                                                  | 2009 |
| Opisthotropis andersonii    | (Boulenger, 1888)                                             | Hongkong, Vietnam                                                                       | 2012 |
| Opisthotropis atra          | Günther, 1872                                                 | unbekannt                                                                               | 2021 |
| Opisthotropis cheni         | Zhao, 1999                                                    | China (Guangdong)                                                                       | 2012 |
| Opisthotropis cucae         | David, Cuong The Pham, Truong & Ziegler, 2011                 | Vietnam (Kon Tum Plateau, Kon Tum Provinz)                                              | 2012 |
| Opisthotropis daovantieni   | Orlov, Darevsky & Murphy, 1998                                | Südvietnam                                                                              | 2012 |
| Opisthotropis durandi       | Teynié, Lottier, David, Nguyen & Vogel, 2014                  | Laos (Luang Prabang), möglicherweise angrenzende Gebiete Thailands                      |      |
| Opisthotropis guangxiensis  | Zhao, Jiang & Huang, 1978                                     | China (Guangxi)                                                                         | 2012 |
| Opisthotropis haihaensis    | Ziegler, Pham, Nguyen, Nguyen, Wang, Wang, Stuart, & Le, 2019 | Vietnam (Quang Ninh), China                                                             |      |
| Opisthotropis hungtai       | Wang, Lyu, Zeng, Lin, Yang, Nguyen, Le, Ziegler & Wang, 2020  | China (Guangdong)                                                                       |      |
| Opisthotropis jacobi        | Angel & Bourret, 1933                                         | Nordvietnam, China (Yunnan)                                                             | 2012 |
| Opisthotropis kikuzatoi     | (Okada & Takara, 1958)                                        | Japan (Ryūkyū-Inseln: Kume-jima)                                                        | 2017 |
| Opisthotropis kuatunensis   | Pope, 1928                                                    | China (Fujian, Zhejiang, Jiangxi, Guangxi, Hongkong)                                    | 2014 |
| Opisthotropis lateralis     | Boulenger, 1903                                               | Nordvietnam (Hoa Binh), China (Guangxi, Guizhou, Hongkong)                              | 2012 |
| Opisthotropis latouchii     | (Boulenger, 1899)                                             | Süd-China (Guangdong, Fujian, Jiangxi, Hunan, Guangxi, Guizhou, Sichuan)                | 2012 |
| Opisthotropis laui          | Yang, Sung & Chan, 2013                                       | China (Guangdong)                                                                       |      |
| Opisthotropis maculosa      | Stuart & Chuaynkern, 2007                                     | Thailand (Nong Khai Provinz)                                                            | 2012 |
| Opisthotropis maxwelli      | Boulenger, 1914                                               | China (Südwest-Fujian, Guangxi, Südost-Guangdong, Süd-Jiangxi), auf 425 bis 1000 m Höhe | 2012 |
| Opisthotropis rugosa        | (Lidth De Jeude, 1890)                                        | Indonesien                                                                              | 2012 |
| Opisthotropis shenzhenensis | Wang, Guo, Liu, Lyu, Wang, Luo, Sun & Zhang, 2017             | China (Guangdong)                                                                       |      |
| Opisthotropis spenceri      | Smith, 1918                                                   | Thailand                                                                                | 2012 |
| Opisthotropis tamdaoensis   | Ziegler, David & Vu, 2008                                     | Nordvietnam (Tam Đảo, Vĩnh Phúc Provinz)                                                | 2012 |
| Opisthotropis typica        | (Mocquard, 1890)                                              | Philippinen (Palawan), Indonesien                                                       | 2013 |
| Opisthotropis voquyi        | Ziegler, David, Ziegler, Pham, Nguyen & Le, 2018              | Vietnam (Provinz Bắc Giang)                                                             |      |
| Opisthotropis zhaoermii     | Ren, Wang, Jiang, Guo & Li, 2017                              | China (West-Hunan)                                                                      |      |